# John Poncar
John James Poncar (16 ottobre 1913 – Linesville, 1º gennaio 2010) è stato un cestista statunitense, professionista nella NBL.

## Carriera
Giocò per una stagione nella NBL, disputando 18 partite con 1,7 punti di media.